# Ali Rıza Pascha

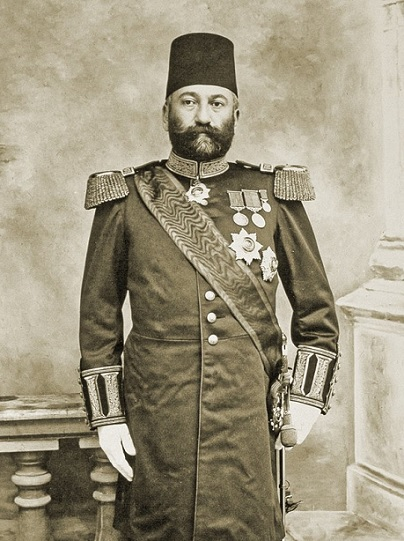
Ali Rizâ Pascha

Ali Rıza Pascha (* 1860 in Istanbul; † 6. November 1932 ebenda) war ein Offizier, Politiker und Großwesir des Osmanischen Reiches. Er war der Sohn des pensionierten Majors der Gendarmerie Tahir Efendi.
1886 schloss Ali Rıza die Militärschule mit dem Rang des Stabshauptmannes ab. Ein Jahr später ging er zur Weiterbildung nach Deutschland. Währenddessen stieg er zum Major auf. 1890 kehrte er nach İstanbul zurück und wurde zum Oberstleutnant befördert. Während des türkisch-griechischen Krieges leitete er das Amt für Kriegsführung. 1898 stieg er zum Brigadegeneral auf wurde zum Direktor des Generalstabes. 1901 leitete er als Generalleutnant die fünfte Kompanie in Skopje, wurde dann 1903 zum Vali von Bitola und zusätzlich zum Kommandeur der Armee in Bitola. 1903 wurde er des Mordes an dem russischen Konsul beschuldigt und wurde auf Drängen Russlands nach Tripolis ins Exil geschickt. 1905 wurde Ali Rıza mit der Niederschlagung eines Aufstandes in Jemen beauftragt.
Nach der Verkündung der zweiten Konstitutionelle Monarchie wurde er zum Marschall der Zweiten Osmanischen Armee. Am 14. August 1908 wurde er zum Verteidigungsminister. Auf Einspruch der Komitee für Einheit und Fortschritt wurde er vom Großwesir Kamil Pascha zum Oberkommissar in Ägypten und so aus der Regierung entfernt. Unter Hüseyin Hilmi Pascha wurde er wieder Verteidigungsminister, trat aber wegen der Vorfälle vom 31. März zurück.
Während des Balkankrieges und des Krieges mit Montenegro wurde er wieder aktiv. Nach den Kriegen wurde er zum Mitglied des Senats. Nach dem Ersten Weltkrieg hatte er verschiedene Posten inne wie die des Marineministers, des Inspektors und zuletzt die des Beamten in Parlament. Ali Rıza Pascha wurde unter Sultan Mehmet Vahdettin und der Besetzung İstanbuls für 5 Monate und 7 Tage Großwesir. Wegen der unglückseligen Ereignisse während seiner Amtszeit bekam er den Spitznamen Düztaban (dt.: Unheilbringender).
| Vorgänger          | Amt                                                            | Nachfolger          |
| ------------------ | -------------------------------------------------------------- | ------------------- |
| Damat Ferid Pascha | Großwesir des Osmanischen Reiches 6. Oktober 1919–2. März 1920 | Hulusi Salih Pascha |